# 近木层孔菌属
近木层孔菌属（学名：Phellopilus）是刺革菌科下的一个属。

## 下属物种
本属包括以下物种：
- 黑边近木层孔菌 Phellopilus nigrolimitatus (Romell) Niemelä, T.Wagner & M.Fisch.